# École normale supérieure de Lyon
Die Hochschule École normale supérieure de Lyon (ENS Lyon) ist eine französische Grande École, die zum Netzwerk der Écoles normales supérieures gehört. Sie gilt neben der älteren École normale supérieure de Paris als eine der renommiertesten wissenschaftlichen Hochschulen Frankreichs.

## Geschichte
Die ENS Lyon ist die Nachfolgerin der ENS in Fontenay und in Saint-Cloud. Diese Hochschulen wurden 1880 bzw. 1882 von dem französischen Bildungsreformer Jules Ferry gegründet, um eine qualitativ hochwertige Lehrerausbildung zu garantieren.
Mit dem Ziel der Dezentralisierung und der fachlichen Neuordnung der ENS wurde die ENS Lyon 1987 gegründet und im Viertel Gerland in Lyon angesiedelt. Sie umfasste damals den kompletten naturwissenschaftlichen Zweig der Vorgängerhochschulen. Der geisteswissenschaftliche Teil bildete zunächst die École Normale Supérieure de Fontenay/Saint-Cloud, dann ab dem Jahr 2000 die neu gegründete und ebenfalls in Lyon angesiedelte École normale supérieure Lettres et sciences humaines (ENS LSH) und wurde schließlich zum 1. Januar 2010 der ENS Lyon angeschlossen.

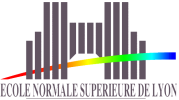
Logo der ENS Lyon 1987–2009

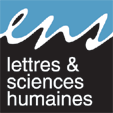
Logo der ENS LSH 2000–2009

## Studium
Die Zulassung zum Studium ist hoch selektiv und erfolgt über ein landesweites Aufnahmeverfahren nach dem Besuch von zweijährigen Vorbereitungsklassen. Die so angenommenen Studenten erhalten die Bezeichnung élève normalien und werden mit Gehalt für die Dauer von 10 Jahren in den Staatsdienst aufgenommen. Darüber hinaus können Studenten, die von Universitäten aus dem In- und Ausland kommen, über ein Bewerbungsverfahren zugelassen werden. Die Abschlussjahrgänge umfassen in jedem Fach nur rund 20–30 Studenten.
Es werden im naturwissenschaftlichen Zweig fünf Studiengänge angeboten: Mathematik, Physik/Chemie, Geologie, Biologie und Informatik. Nach dem ersten Jahr erhalten die Studenten die Licence (Bachelor) und nach zwei weiteren Jahren den Master.
Nach dem ersten Master-Jahr besteht die Möglichkeit, ein Jahr lang die Agrégation, eine Prüfung für das höhere Lehramt, vorzubereiten. Die Vorbereitung auf die Agrégation wird in den vier Fächern Mathematik, Physik, Chemie sowie Bio- und Geowissenschaften angeboten.
Nach der Fusion mit der ENS LSH zum 1. Januar 2010 kamen entsprechende Studiengänge im Bereich Literatur und Kunst, Sprachen, Geisteswissenschaften sowie Sozialwissenschaften hinzu.

## Forschung
Die Hochschule beheimatet eine große Zahl von Forschungslaboren, insbesondere in den Bereichen Biologie (in Zusammenarbeit mit dem Wissenschaftspark Gerland), theoretische und nichtlineare Physik sowie Informatik.

## Berühmte Absolventen
(Absolventen der ENS Lyon und ihrer Vorgänger-Institutionen)
- Pierre-Marc de Biasi, Literaturwissenschaftler, Maler und Bildhauer
- Pierre Bergounioux (* 1969), Schriftsteller
- René Blanchet (* 1960), Geologe, Mitglied der französischen Akademie der Wissenschaften
- Catherine Bréchignac (* 1946), Physikerin, Mitglied der französischen Akademie der Wissenschaften, Präsidentin des CNRS
- Jean-Claude Carrière (1931–2021), Schriftsteller, Drehbuchautor und Schauspieler
- Roger Chartier (* 1945), Historiker, Professor am Collège de France
- Michel Davier (* 1942), Physiker, Mitglied der französischen Akademie der Wissenschaften
- Philippe Descola (* 1949), Anthropologe, Professor am Collège de France
- Jacques Dupâquier (* 1942), Gründer des Instituts für historische Demographie, Mitglied der Académie des sciences morales et politiques
- Alessio Figalli (* 1984), Mathematiker, Träger der Fields-Medaille 2018
- Alain Finkielkraut (* 1949), Philosoph und Autor
- Jean-Michel Gaillard (* 1966), hochrangiger Beamter
- Étienne Ghys (* 1954), Mathematiker, Mitglied der französischen Akademie der Wissenschaften
- André Glucksmann (1937–2015), Philosoph
- Maurice Godelier (* 1934), Anthropologe
- Pierre Goubert (1915–2012), Historiker
- Claude Hélène (* 1958), Biophysiker, Mitglied der französischen Akademie der Wissenschaften
- Georges Hyvernaud (1902–1983), Schriftsteller
- Jean Jacquart (* 1947), Historiker
- Noël Josèphe (* 1951), Politiker
- Marc Kravetz (* 1961)
- Pascal Lainé (1942–2024), Schriftsteller (Prix Goncourt)
- Georges Lemoine (* 1956), Germanist, ehemaliger Minister
- Yves Le Pestipon, Literaturwissenschaftler und Schriftsteller
- Gérard Miller (* 1968), Politikwissenschaftler und Psychoanalytiker
- Jean-François Muracciole, Historiker
- Maurice Nadeau (1911–2013), Literaturkritiker, Schriftsteller und Verleger
- Mazarine Pingeot (* 1974), Journalistin und Schriftstellerin
- Marceau Pivert (1895–1958), Gewerkschafter
- Christian Renoux, Historiker
- Michèle Rivasi (1953–2023), Biologin, Europa-Abgeordnete
- Daniel Roche (1935–2023), Historiker, Professor am Collège de France
- Henry Rousso (* 1954), Historiker
- Jean-Pierre Sueur (* 1966), Linguist, Senator
- René Taton (1915–2004), Mathematik- und Wissenschaftshistoriker
- Michel Vovelle (1933–2018), Historiker
- Aurélie Filippetti (* 1973), Schriftstellerin, Abgeordnete und Kulturministerin

## Berühmte Professoren
- Christian Dumas (seit 1984), Biologe, Mitglied der französischen Akademie der Wissenschaften
- Etienne Ghys (seit 1988), Mathematiker, Mitglied der französischen Akademie der Wissenschaften
- Bernard Castaing (seit 1999), Physiker, Mitglied der französischen Akademie der Wissenschaften
- Cédric Villani (* 1973) (seit 2001), Mathematiker, Träger der Fields-Medaille 2010
- Golo Mann (1909–1994) (1933–1935 als Lektor), deutscher Historiker, Schriftsteller und Philosoph
- Georges Gougenheim, Romanist und Sprachwissenschaftler
- Hédi Kaddour, Lyriker und Romancier
- Jean-Toussaint Desanti, Philosoph
- Albert Fathi, Mathematiker
- Denis Serre, Mathematiker
- Hélène Miard-Delacroix, Historikerin und Politikwissenschaftlerin,
- Éric de Chassey, Kunsthistoriker und Autor
- Édouard Goursat, Mathematiker
- Edmond Perrier, Zoologe und Anatom
- Henri Gouhier, Philosoph
- Daniel Roche, Kunsthistoriker